# 丁穆
丁穆（？—383年），字彥遠，東晉譙國人。因功被晉朝封為真定侯，官至順陽太守。太元四年（379年），丁穆獲調任振武將軍、梁州刺史 ，但未出發就遇上前秦軍隊進攻順陽。丁穆戰敗，被俘虜至長安，但他拒絕在前秦出仕。前秦天王苻堅在發動淝水之戰時，丁穆與關中人士圖謀襲擊長安，結果計劃失敗，丁穆被殺。後來其妻來到東晉首都建康，將丁穆臨終寫的表上呈給晉孝武帝。晉孝武帝下詔追贈其為龍驤將軍、雍州刺史。

## 延伸阅读
[在维基数据编辑]
 《晉書·卷089》，出自房玄齡《晉書》